# Herrarnas lättvikts-fyra utan styrman i rodd vid olympiska sommarspelen 1996
Herrarnas lättvikts-fyra utan styrman i rodd vid olympiska sommarspelen 1996 avgjordes mellan den 22 och 28 juli 1996.

## Medaljörer
| Gren                        | Guld                                                                   | Silver                                                   | Brons                                                             |
| Lättvikts-fyra utan styrman | Danmark Victor Feddersen Niels Henriksen Thomas Poulsen Eskild Ebbesen | Kanada Brian Peaker Jeffrey Lay Dave Boyes Gavin Hassett | USA Marc Schneider Jeff Pfaendtner David Collins William Carlucci |

## Resultat

### A-final
| Placering | Roddare                                                              | Land       | Tid     |
| --------- | -------------------------------------------------------------------- | ---------- | ------- |
| 1         | Victor Feddersen, Niels Henriksen, Thomas Poulsen och Eskild Ebbesen | Danmark    | 6:09,58 |
| 2         | Brian Peaker, Jeffrey Lay, Dave Boyes och Gavin Hassett              | Kanada     | 6:10,13 |
| 3         | Marc Schneider, Jeff Pfaendtner, David Collins och William Carlucci  | USA        | 6:12,29 |
| 4         | Tony O'Connor, Neville Maxwell, Sam Lynch och Derek Holland          | Irland     | 6:13,51 |
| 5         | Tobias Rose, Martin Weis, Michael Buchheit och Bernhard Stomporowski | Tyskland   | 6:14,79 |
| 6         | Haimish Karrasch, Gary Lynagh, David Belcher och Simon Burgess       | Australien | 6:18,16 |